# Senryū
Senryū (川柳, în traducere literară salcie pe malul râului) este o formă de poezie scurtă japoneză, cu o metrică similară cu un haiku, constând tot din 17 silabe. Dar, spre deosebire de haiku, care abordează cu seriozitate imagini din natură, senryū este adesea o descriere cinică, străbătută de un umor acid, a slăbiciunilor omenești. Un senryū nu trebuie să cuprindă un kigo, adică un cuvânt care indică anotimpul, așa ca în haiku.
Deoarece în Japonia începuseră să se organizeze competiții de senryū, în care arbitri atribuiau premii, pasiunea pentru senryū dezlănțuia patimi, fapt nedorit de șogunat. Pentru păstrarea ordinii, în perioada de reforme a shogunului Kyōhō (1716-1735), concursurile de senryū au fost interzise. 
Numele acestui gen de poezie vine de la poetul de haiku Senryū Karai (柄井川柳, 1765-1838), a cărui culegere Ifūyanagidaru (誹風柳多留) a lansat genul, care a luat numele său. 
Iată un exemplu concludent din această culegere:
かくれんぼ kakurenbo
三つ数えて mitsu kazoete
冬になる fuyu ni naru
De-a ascunselea
Numără până la trei
Iarna a sosit
Sau, o creație originală românească:
Fără rușine, 

pădurile virgine 

îi primesc pe toți